# 第130独立偵察大隊 (ウクライナ陸軍)
第130独立偵察大隊（だい130どくりつていさつだいたい、ウクライナ語: 130-й окремий розвідувальний батальйон）は、ウクライナ陸軍の大隊。西部作戦管区隷下。

## 歴史

### ドンバス戦争

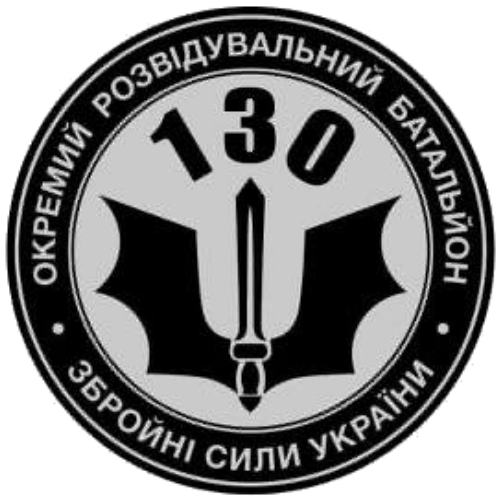
旧第130独立偵察大隊章

2016年4月3日、ドンバス戦争の影響に伴い、リウネ州で創設され、編成中の2015年5月から最前線の東部ルハーンシク州に配備された。

### ロシアのウクライナ侵攻
2022年9月、ロシアのウクライナ侵攻でロシア国境と接する北東部ハルキウ州に配備され、ハルキウ方面のホプティウカを解放した。
2023年1月、南部ザポリージャ州に再配置され、オリヒウ方面のロボティネ解放に参加した。以降は東部ドネツィク州に再配置され、ヴェリカ・ノヴォシルカ方面を偵察した。2024年10月、北部スームィ州に再配置され、ロシア・クルスク方面を偵察した。

## 編制
- 大隊本部（ドゥブノ）
- 第1偵察中隊
- 第2偵察中隊
- 深部偵察中隊
- 火力支援中隊
- 無人機中隊
- 整備小隊
- 補給小隊
- 衛生所